# تل الفراعين

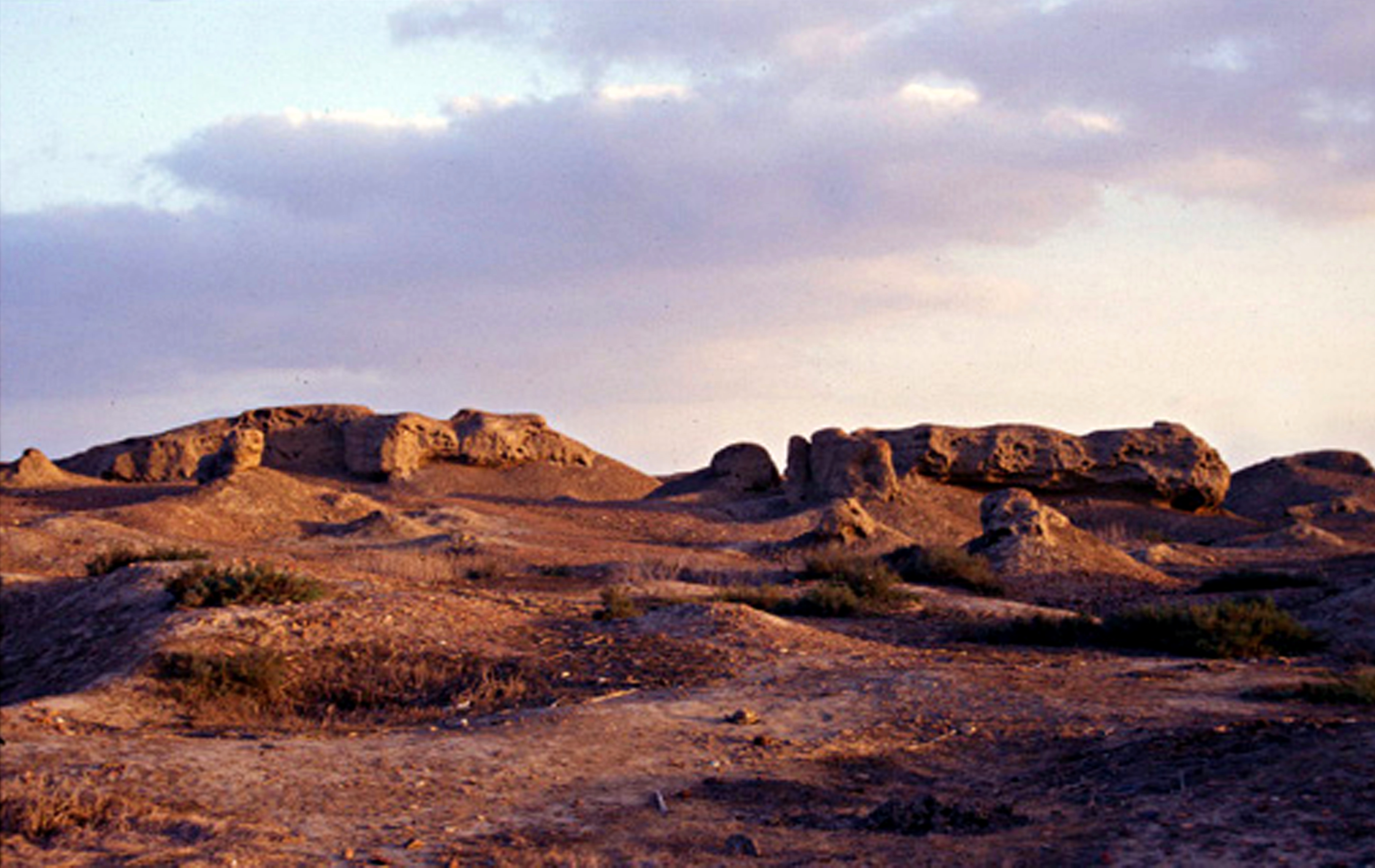
تل الفراعين

تل الفراعين، مجموعة من ثلاث تلال أثرية تقع شمال شرق مدينة دسوق شمال مصر، تحديداً بجوار قرية إبطو،وعلى بعد 3 كيلومترات تقريباً من قرية العجوزين. وتضم المنطقة موقع أثري هو مدينة بوتو القديمة.

## التنقيب عن الآثار
عمليات التنقيب مستمرة فيها عادة حيث تنتشر البعثات المصرية والأجنبية المقيمة إقامة دائمة. ومن أهم الاكتشافات الناتجة عن عمليات التنقيب في يناير 2018 عن اكتشاف أثري عبارة عن بقايا جدران من الطوب اللبن تنسب إلى الحضارة المصرية القديمة وتماثيل يعتقد أنها تخص الملك إبسماتيك الأول ..
وتل الفراعين هي موقع مدينة (بوتو) القديمة وقد كانت عاصمة مملكة الشمال قبل توحيد مصر الفرعونية وشن عليها الملك (نارمر) هجوما حربيا ليضمها إلى مملكتة الجنوبية ويقوم بتوحيد مصر حدث ذلك عام 3200ق.م